# Bob Mitchell (politician)
Richard Charles "Bob" Mitchell (n. 22 august 1927 – d. 18 septembrie 2003) este un om politic britanic, membru al Parlamentului European în perioada 1973-1979 din partea Regatului Unit.
1. 1 2 3 4 5  Hansard 1803–2005